# ساموئل نیوتن (ورزشکار)
ساموئل نیوتن (انگلیسی: Samuel Newton; ۲۳ نوامبر ۱۸۸۱ – ۱۱ اکتبر ۱۹۴۴) ورزشکار ورزش تیراندازی اهل کانادا بود.
وی در مسابقات کشوری و بین‌المللی در مجموع برندهٔ ۱ مدال نقره شده‌است.